# Joseph Coutts
Joseph Coutts (Amritsar, 21 de julho de 1945) é um cardeal paquistanês da Igreja Católica, arcebispo emérito de Karachi. 

## Biografia
Ele nasceu em Amritsar, então Índia Britânica, em 21 de julho de 1945. Coutts recebeu seu treinamento religioso no seminário de Cristo Rei em Karachi e foi ordenado sacerdote em Lahore, Paquistão, em 9 de janeiro de 1971.
Após a ordenação, concluiu estudos eclesiásticos em Roma de 1973 a 1976 e tornou-se professor de filosofia e sociologia no Seminário Regional de Cristo Rei, Karachi, foi reitor do Seminário Menor de Santa Maria, Lahore, e vigário geral diocesano de 1986 a 1988.
Em 5 de maio de 1988, foi nomeado bispo-coadjutor de Hyderabad no Paquistão pelo Papa João Paulo II e foi consagrado em 16 de setembro, na Catedral do Sagrado Coração de Lahore, por Bonaventure Patrick Paul, O.F.M., bispo de Hyderabad, coadjuvado por Armando Trindade, bispo de Lahore, e por Emmanuel Gerada, pró-núncio apostólico no Paquistão. Ele escolheu como seu lema episcopal a palavra Harmonia (Harmony). Ele se tornou Bispo de Hyderabad em 1 de setembro de 1990.  Em 27 de junho de 1998, foi nomeado bispo de Faisalabad.
Coutts é o presidente de longa data da Caritas Paquistão e dirigiu seus esforços de socorro a terremotos em 2005.
Em Faisalabad, ele desenvolveu laços com eruditos e clérigos muçulmanos. A Universidade Católica de Eichstätt-Ingolstadt, na Alemanha, concedeu ao Bispo Coutts o Prêmio Shalom de 2007 por seu compromisso com o diálogo inter-religioso no Paquistão. Por 25 anos, o prêmio foi concedido a pessoas e projetos que trabalham pelos direitos humanos.
Em 25 de janeiro de 2012, o Papa Bento XVI promoveu o Bispo Coutts como arcebispo de Karachi para suceder o arcebispo Evarist Pinto. Antecipando seu retorno à cidade onde havia estudado e ensinado, ele enfatizou os desafios impostos pela explosão populacional provocada pelos refugiados da cidade e pelas "explosões esporádicas de violência e terrorismo" que se tornaram uma característica da vida em Karachi.
Tanto em Faisalabad quanto em Karachi, ele fez campanha contra a lei de blasfêmia do Paquistão, que ele acredita ser facilmente manipulada para ataques pessoais ou para atacar minorias religiosas por ofensas insubstanciais ou forjadas. Em Karachi, ele estabeleceu múltiplas conexões para o diálogo inter-religioso entre muçulmanos e católicos, visando a aceitação pela população em geral e maior compreensão por parte dos líderes políticos e religiosos.
Coutts foi hospitalizado com pneumonia e incapaz de viajar para Roma para receber seu pálio, o símbolo de seu status como arcebispo metropolitano, do Papa Bento XVI em junho de 2012.
Ele foi presidente da Conferência Episcopal Católica do Paquistão de 2011 a 2017.
Em 20 de maio de 2018, o Papa Francisco anunciou que faria de Coutts um cardeal no consistório de 29 de junho, quando recebeu o barrete cardinalício e o título de cardeal-presbítero de São Bonaventura da Bagnoregio, de onde tomou posse em 29 de setembro.